# Nanopesticida
Un nanopesticida è un pesticida costituito da particelle molto piccole di principio attivo o altre strutture ingegnerizzate con proprietà pesticide.
Nell'ambito dell'agricoltura le particelle coinvolte superano i 100nm; limite al di sotto del quale, nel campo delle nanotecnologie, si colloca la definizione di nanoparticelle.
Il loro sviluppo si è avuto in seguito alla necessità di apportare un cambiamento alle odierne pratiche agricole che spesso si avvalgono di abbondanti dosaggi di prodotti fitosanitari per compensare la carente capacità di rilascio dei principi attivi in essi contenuti.
Il supporto della scala nanometrica consente infatti di minimizzare le perdite di sostanze attive; adottando un approccio più responsabile in termini di sostenibilità ambientale e sicurezza alimentare. Tuttavia, non è ancora stato raccolto un sufficiente numero di dati per poter stabilire con certezza gli effetti di una esposizione prolungata ai nanopesticidi da parte dell'uomo e delle coltivazioni.

## La nanoscala in agricoltura
La dimensione nanometrica consente di ottenere dei benefici in campo agricolo in termini di incremento di solubilità del pesticida
La solubilità è una proprietà carente nei pesticidi attualmente impiegati e questo si traduce in una minore biodisponibilità di pesticida all'interno della pianta.
L'aumento di solubilità trova spiegazione nella teoria Ostwald-Freundlich (nota anche come equazione di Gibbs-Thomson e Kelvin:
{\displaystyle {\frac {S(d)}{So{\rm {}}}}=\exp {\left({\frac {\gamma \cdot \ V_{\rm {m}}}{R\cdot T\cdot \ d}}\right)}}
dove:
{\displaystyle S(d)} = solubilità di un cristallo.
{\displaystyle S} = solubilità della fase massiva
{\displaystyle \gamma } =  energia superficiale
{\displaystyle V_{\rm {m}}} = Volume molare
{\displaystyle R} = Costante dei gas
{\displaystyle T} = Temperatura (K
{\displaystyle d} = Diametro della particella
Affinché la solubilità del cristallo differisca significativamente dalla solubilità del materiale della fase massiva, il termine esponenziale deve essere molto più piccolo di 1. Ciò si verifica solo con una dimensione delle particelle che rientra esattamente nell'intervallo della nanoscala.
L'incremento di solubilità comporta l'assenza di grandi quantità di solventi organici per facilitare le operazioni di nebulizzazione sulle colture. In questo modo sia sulle foglie che sul suolo, non si ha assorbimento di solvente organico, dannoso per la salute della pianta e per la qualità del raccolto.
- Rilascio controllato degli ingredienti attivi; dove per rilascio controllato si intende la capacità del principio attivo di raggiungere la superficie della pianta permeando attraverso il sistema all'interno del quale è intrappolato.

Nei pesticidi comunemente impiegati la sostanza attiva, finalizzata a contrastare l'attività battericida, viene rilasciata in maniera immediata una volta avvenuta l'applicazione sulla pianta. Di conseguenza per far sì che la protezione dai parassiti sia duratura sono necessarie ripetute somministrazioni.
Nei nanopesticidi le particelle di principio attivo sono intrappolate all'interno di strutture nanometriche. Pertanto, il rilascio si regola agendo ad esempio, sullo spessore della nanostruttura. Generalmente, il tasso di rilascio segue una cinetica di ordine zero descritta dalla seguente equazione:
{\displaystyle Q=Qo+Kt}
con:
{\displaystyle Q} = la quantità di principio rilasciata nei media
{\displaystyle Qo} = la quantità iniziale di principio attivo media (solitamente nulla sulla superficie del foglie)
{\displaystyle Ko} = costante di ordine zero
{\displaystyle t} = tempo
Questa proprietà permette di diminuire l'accumulo di pesticidi nel suolo e la fitotossicità.
- Capacità di proteggere efficacemente i pesticidi dalla decomposizione indotta da fattori ambientali come l'ossidazione e la luce.[6]

- Diminuzione di effetti tossici su organismi non bersaglio (utili all'attività della pianta) mediante la creazione di interazioni selettive con le pareti della pianta.[5]

## Sintesi dei nanopesticidi
I processi di sintesi sono finalizzati alla creazione di nanostrutture come nanocapsule polimeriche, nanogel, nanoemulsioni all'interno delle quali viene inserito l'agente antiparassitario. Queste sostanze sono in grado di aumentare l'efficacia e la durata dell'azione pesticida con ridotte quantità di tensioattivi che alterano lo stato di salute della pianta.
Nel settore agricolo è comune pratica concentrarsi sulla modifica di fitosanitari esistenti e già registrati piuttosto che scoprirne di nuovi. Questo perché la creazione di nuovi prodotti comporta elevati costi e la successiva fase di registrazione richiede lunghe procedure.

## Nanocapsule
La nanoincapsulazione prevede il rivestimento dei pesticidi con un secondo materiale di dimensioni nanometriche. In particolare, l'antiparassitario rappresenta la fase interna e i materiali di incapsulamento sono noti come fase esterna.
La diffusione di questa tecnica è da imputare non solo alla qualità del prodotto ottenuto ma anche alla sua facile riproducibilità.

### Caratteristiche fase esterna
I materiali che costituiscono il guscio esterno sono: polimeri, lipidi, nanomateriali porosi inorganici, argille o ancora idrossidi. Questi materiali per poter svolgere la loro funzione in maniera efficace, devono possedere determinate caratteristiche:
- Rigidità della membrana esterna per fornire una protezione prolungata all'agente attivo e quindi consentire la stabilità chimica nel tempo.[8]
- Permeabilità; necessaria a garantire il passaggio del principio attivo per poter raggiungere il sito di interesse. La permeabilità può essere inoltre ottimizzata per garantire la presenza di insetti che comunque risultano utili per la pianta.[10]
- Stabilità dimensionale mediante agenti di capping (Gli agenti di capping sono molecole di natura organiche o inorganica che si depositano sui siti superficiali della nanoparticella al fine di evitare l'avvicinamento di altre nanoparticelle presenti nell'ambiente di reazione che comporterebbe l'allontanamento dalla dimensione nanometrica e quindi ad una condizione di coalescenza
- Solubilità
- Cristallinità
- Biodegradabilità[5][9]

### Preparazione delle nanocapsule
Le nanocapsule si preparano con il metodo della deposizione interfacciale di polimeri .Questo metodo prevede la miscelazione di una fase organica e una fase acquosa.
La fase organica è quella costituita da: polimero, solvente organico, tensioattivo e pesticida.
La fase acquosa è costituita da una soluzione contenente tensioattivo.
Una volta disciolti i componenti all'interno delle rispettive fasi, si introduce lentamente la fase organica all'interno della fase acquosa. A seguito di un opportuno processo di agitazione (ad esempio agitazione magnetica) si ottiene una sospensione.
Dalla sospensione, mantenuta in agitazione per un breve tempo, si estrae il solvente organico mediante evaporazione a pressione ridotta attraverso evaporatori (ad esempio rotary evaporator).
Il processo termina con l'evaporazione del solvente dal quale si ottiene il pesticida racchiuso all'interno della rispettiva membrana esterna.
Per poter avere contezza della stabilità del sistema ottenuto, si esegue una valutazione dei seguenti parametri:
- Diametro delle particelle
- Potenziale zeta
- Polidispersità
- pH della soluzione

Il nanopesticida prodotto per incapsulamento presenta una tossicità inferiore rispetto agli erbicidi comunemente impiegati. Sul lungo periodo le implicazioni tossicologiche di questi prodotti risultano ancora incerte perché il processo di incapsulamento altera alcune proprietà intrinseche del pesticida (ad esempio idrofobicità).

## Nanoemulsioni
Una nanoemulsione è costituita da due liquidi immiscibili tra loro; uno dei quali è presente in forma di piccole gocce sferiche, con raggio inferiore a 100 nm, disperse nel secondo liquido.
In questa struttura nanometrica, il pesticida viene incorporato all'interno della nanoemulsioni e trasportato, proprio grazie a quest'ultima, nelle zone della pianta attaccate dai patogeni.
Esistono tre tipologie di nano-emulsioni: gocce d'olio disperse in acqua; gocce d'acqua disperse in olio e un sistema costituito da entrambi i due liquidi. In questo terzo caso acqua e olio vengono mantenute separate da uno strato di tensioattivi.
Pertanto, le nanoemulsioni sono si compongono fondamentalmente di tre elementi:
- Fase oleosa
- Tensioattivi
- Fase acquosa

La maggior parte delle nanoemulsioni sviluppate per l'agricoltura sono formate da gocce di fase oleosa disperse in fase acquosa in cui i tensioattivi non ionici vengono incapsulati nella nanoemulsione, perché meno influenzati dalpH e dalla forza ionica.
L'introduzione delle nanoemulsioni in campo agricolo si è avuto in seguito alla necessità di aumentare la solubilità di pesticidi come il glifosato (scarsamente solubile) e di mantenere la concentrazione (chimica) di tensioattivi inferiore (tipicamente 5-10% di tensioattivo, rispetto al 20% normalmente usata). L'aumento di solubilità è stato anche accompagnato da un aumento della biodisponibilità del pesticida senza necessità di impiegare adiuvanti, presenti nelle formulazioni di glifosato e tossici per le cellule della pianta non soggette all'attacco del parassita.
Tutto questo ha permesso una migliore adesione tra il fogliame ed il pesticida; in questo modo il principio attivo sarà in grado di rimanere più a lungo sulle foglie o nelle altre zone della pianta.
La nanoemulsione svolge anche un'azione di rivestimento per i pesticidi, perché le preserva dal fenomeno della fotodegradazione.
Queste nanostrutture non presentano una stabilità compatibile con le tempistiche previste dal settore agricolo. Motivo per il quale la loro espansione su larga scala presenta delle criticità.

## Nanogel
I nanogel sono dispersioni di particelle di idrogel. Queste particelle sono costituite da catene polimeriche di dimensione nanometrica, interconnesse fisicamente o chimicamente tra loro e poste in ambiente acquoso. All'interno di questo reticolo polimerico è racchiuso l'antiparassitario.
L'inserimento dell'agente attivo si ottiene con meccanismi di auto-assemblaggio che coinvolgono interazioni di natura elettrostatica, idrofobica o legami idrogeno tra il pesticida e la matrice polimerica.
L'utilizzo dei nanogel in campo agricolo è dovuto alle seguenti caratteristiche:
- Sono insolubili in acqua e quindi meno inclini a meccanismi di rigonfiamento (espandersi o restringersi) al variare dell'umidità dell'ambiente esterno.
- Garantiscono un rilascio lento e controllato del pesticida.
- La stabilità del pesticida all'interno del reticolo polimerico riduce le perdite di principio attivo.[5]

I nanogel sono stati proposti come antiparassitari in quanto apportano una efficace protezione della pianta oltre che con i pesticidi comunemente impiegati anche con feromoni, oli essenziali e rame.
In particolare, i feromoni si sono rivelati adatti ad applicazioni in campo agricolo perché svolgono una efficace protezione dai parassiti anche in condizioni ambientali avverse. Inoltre, queste sostanze una volta caricate all'interno del nanogel presentano una notevole attività residua (detta anche attività antimicrobica, indica attività prolungata che previene o inibisce la proliferazione o la sopravvivenza dei microrganismi dopo l'applicazione del prodotto).

## Nanoparticelle metalliche
Le nanoparticelle metalliche sono comunemente usate per ottenere nanopesticidi, nanofungicidi, nanobiosensori e nanofertilizzanti; anche se l'uso di nanoparticelle metalliche nella formulazione di nanofungicidi è piuttosto comune.
Questi nanofungicidi sono contraddistinti da un'azione mirata sul parassita, rilascio controllato e duraturo nel tempo del principio attivo, una maggiore biodisponibilità dovuta a una maggiore solubilità e permeabilità. Pertanto, le somministrazioni risultano meno frequenti e prevedono bassi dosaggi.

### Nanoparticelle d'oro
Le nanoparticelle d'oro vengono impiegate in agricoltura come agenti antifungini e antibatterici. Allo stesso tempo, sono anche utilizzati come sistemi di rilascio nei sensori di fertilizzanti e pesticidi.
Possono essere sintetizzate mediante probiotici. Questo comporta l'eliminazione di sostanze chimiche tossiche e solventi, seguendo così i principi di una agricoltura più sostenibile

### Nanoparticelle di rame
Il rame ha una lunga storia come fungicida, specialmente nei vigneti e nell'agricoltura biologica.
Lo ione Cu colpisce l'attività di diversi enzimi, impedendo così la germinazione delle spore fungine. Tuttavia, una buona efficacia comporta alte quantità di Cu da applicare. Motivo per il quale, è stato elaborato in formulazione nanometrica che ha permesso non solo un aumento dell'efficienza ma anche una diminuzione della tossicità del prodotto sulla pianta.
Inoltre, è impiegato per l'imballaggio di alimenti per migliorarne la conservazione.

### Nanoparticelle d'argento
L'argento è noto per le sue proprietà antimicrobiche dovute al suo carattere ionico.
Gli ioni d'argento disattivano i gruppi tiolici nella parete cellulare dei funghi, provocando la lisi cellulare e la mutazione del loro DNA. Questo porta ad una interruzione dei processi di membrana (come la catena di trasporto degli elettroni di membrana e il metabolismo energetico transmembrana), la dissociazione di complessi enzimatici e la terminazione del processo respiratorio del fungo.
La dimensione nanometrica che caratterizza queste particelle apporta un notevole incremento in termini di efficienza e di potenziale antifungino.
Infine, le loro proprietà antibatteriche hanno trovato applicazione anche in campo alimentare, in particolare come rivestimenti per sacchetti della frutta.

## Nanoparticelle di TiO2
L'attività antimicrobica del biossido di titanio ha trovato applicazione anche nel campo agricolo per sopprimere i patogeni batterici e fungini.
L'introduzione di queste nanoparticelle si è avuta in seguito alla necessità di ridurre i rischi tossicologici associati ai trattamenti a base di rame.
L'effetto antibatterico dell'Ossido di Titanio è da imputare alle sue proprietà fotocatalitiche, responsabili della produzione di specie reattive dell'ossigeno (ROS) che danneggiano le pareti cellulari dei microbi. Anche in assenza di luce, TiO2 è noto per inibire i batteri.
Di contro è stata osservato un effetto tossico sulle foglie (che interessa dal 5% al 10% della superficie fogliare)a seguito di applicazioni ripetute, ma questo può essere evitato utilizzando nebulizzatori di tipo elettrostatico invece di quelli convenzionali.

## Effetti dei nanopesticidi
Nonostante l'apporto positivo delle nanotecnologie nel settore agroalimentare, esistono ancora potenziali pericoli e rischi tossicologici (nanoinquinamento agricolo).
L'utilizzo nanofertilizzanti e nanopesticidi comporta un rilascio di queste sostanze nell'ambiente.
Le implicazioni in termini di salute umana e sicurezza ambientale dei nanomateriali non sono ancora del tutto note sul lungo periodo. In particolare, rimangono incertezze riguardo ai possibili effetti sulla salute dei lavoratori che entrano in contatto con queste sostanze.
Infine, le formulazioni agro-chimiche sono spesso complesse e le qualità della formulazione non necessariamente risulta sempre migliorata con la diminuzione delle dimensioni.